# Stygnoplus clavotibialis
Stygnoplus clavotibialis is een hooiwagen uit de familie Stygnidae.